# Jess Robbins
Jesse Jerome Robbins (Dayton, 30 de abril de 1886 — Los Angeles, 11 de março de 1973) foi um produtor, roteirista e diretor de cinema norte-americano. Ele dirigiu 73 filmes entre 1913 e 1927.